# Cronaca rosa
La cronaca rosa è un genere giornalistico derivato dalla letteratura rosa. Rientrano in questo campo le vicende private che accadono in ambito sentimentale e amoroso, finalizzate a stimolare la curiosità di chi legge o ascolta la notizia.

## Descrizione
Nei quotidiani, il settore costituiva uno dei settori della cronaca cittadina (ripartita in bianca, rosa e nera) e pertanto se ne occupavano i redattori ordinari. All'inizio del Novecento, quando nacque, il genere era molto ristretto e comprendeva solo le vicende private delle famiglie aristocratiche e dell'alta società in genere. Nel dopoguerra la cronaca rosa si è allargata ai divi del cinema. La crisi petrolifera del 1973 ha segnato, con il definitivo tramonto del boom economico, la fine di alcuni modelli imitativi che, per tutto il Novecento, avevano occupato le pagine della Cronaca rosa e fatto la fortuna di molti periodici a larga diffusione (ad esempio, Oggi, Gente, Epoca).
Oggi la cronaca rosa riguarda, oltre agli attori, anche i cantanti, i personaggi della televisione ed i campioni dello sport e mira ad avere il riscontro di un enorme interesse da parte del pubblico, anche se questo non necessariamente comporta un aumento di popolarità dei personaggi coinvolti e un conseguente incremento della loro visibilità mediatica. Molto di frequente, infatti, si ha l'effetto contrario: i personaggi pubblici coinvolti in scoop, non sempre credibili ma spesso ingigantiti o scritti a tavolino, finiscono per avere una caduta di popolarità e di immagine nei confronti del pubblico, dei media e della critica.
Nei quotidiani, le notizie di cronaca rosa non vengono più confinate nelle pagine della cronaca cittadina, ma occupano un loro spazio nelle pagine di cronaca nazionale. Si parla di «stampa scandalistica» quando l'esagerazione di eventi e notizie è lo scopo principale di una pubblicazione periodica. La cronaca rosa è scoraggiata da un folto gruppo di giornalisti ed esperti in comunicazione, in quanto classificata come deformazione dell'informazione, per via della voluta poca attendibilità.

## Stampa rosa in Italia
Esistono settimanali italiani specializzati nel genere:

(in ordine alfabetico)
- Chi
- Dipiù (il più letto con 737 000 copie diffuse[3])
- Diva e Donna
- Eva Tremila
- Novella 2000
- Nuovo
- Stop
- Vero
- Vip
- Visto

Tra le trasmissioni televisive:
- Sipario (fino al 2012)
- Verissimo

Tra le trasmissioni radiofoniche:
- Vickipedia (2006-2010)

La «stampa rosa» raggiunge elevate tirature pubblicando notizie scandalistiche vere, presunte o addirittura inventate totalmente, corredate dalle foto dei molti paparazzi che, allo scopo, pedinano i divi e le stelle dello spettacolo. Spesso i pedinamenti sono finti e pattuiti, in quanto i giornalisti costruiscono a priori storie inventate di sana pianta, il più delle volte di comune accordo con il personaggio coinvolto e il suo entourage (che sono accondiscendenti anche a realizzare, ad arte, le foto e i filmati che provano la notizia), nel tentativo di aumentare la notorietà dello stesso e le opportunità di ingaggio, nonché di favorire gli introiti dei giornali e dei siti Internet che ospitano la notizia e, non per ultimo, migliorare la figura professionale dello stesso giornalista che riporta la notizia .
I giornalisti liberi (free lance), cioè coloro che vivono delle notizie che si procurano personalmente, cercano di conquistare le esclusive per rivenderle al miglior prezzo ai giornali. La maggior parte di loro si occupa di cronaca nera (fatti di sangue), rosa (scandali) e locale (incidenti, disastri). 
Tale metodo di lavoro si presta ad essere svolto anche sotto forma ricattatoria e scandalistica.

## Gossipe cronaca rosa
Oggi il termine "cronaca rosa" viene spesso sostituito dalla parola inglese gossip, specie nella sua versione più scandalistica e impertinente. Il termine inglese significa "chiacchiera", "pettegolezzo", cioè una maniera di passare il tempo tra amici o vicini di casa; come genere giornalistico si usa nella frase gossip column ("rubrica di gossip").